# Taedongfloden
Taedong är en flod i Nordkorea som börjar i Rangrimbergen och rinner ut i Koreabukten. Det är den största flod som rinner enbart genom Nordkorea och den näst största på hela Koreahalvön. Taedong är 45 mil lång och rinner genom städerna Pyongyang, Sunchon och Taehung.
Floden är en viktig transportled genom att den är djup och många hamnar har anlagts utefter den, exempelvis Pyongyang. Taedong är navigeringsbar för fartyg upp till 4 000 ton fram till Songnim och för fartyg upp till 2 000 ton är den farbar 65 kilometer uppströms från flodens mynning. Längre upp används flodens vatten för bevattning i stor utsträckning.